# 恐竜絶滅 ほ乳類の戦い
『恐竜絶滅 ほ乳類の戦い』（きょうりゅうぜつめつ ほにゅうるいのたたかい）は、2010年7月18日と19日にNHKスペシャル枠で連続放送された日本のドキュメンタリー番組。全2回。ちょうど4年前の2006年に放送された『恐竜VSほ乳類 1億5千万年の戦い』で扱われたその後の時代も含めて題材とし、中生代から新生代にかけて当時の哺乳類がどのように進化したかが説明される。
ナショナルジオグラフィックが共同制作に就いた。音楽は『恐竜VSほ乳類 1億5千万年の戦い』と同じく佐藤直紀が手掛けた。

## 内容
前編 新たな強敵
初放送日 - 2010年7月18日
1億5000万年に亘って地球上で繁栄していた恐竜がK-Pg境界での直径10キロメートルの隕石の衝突により一掃された。胎盤による温度変化の影響を受けにくい繁殖戦略を採用して、小さな体ゆえに少ない食料で済んだ哺乳類は隕石衝突によって巻き上げられた粉塵による地球の寒冷化を潜り抜けて適応放散の機会を手に入れる。しかし恐竜直系の子孫である鳥類の中には地上性に進化したものがおり、彼らが強力な捕食動物として適応し、哺乳類を下に置く生態ピラミッドの頂点に立つこととなる。哺乳類の胎盤妊娠という繁殖方法には、妊娠中に母親の体が重くなるという大きなデメリットがあった。前編ではK-Pg境界の迫る中生代の哺乳類の繁殖の変化と、新生代の幕開けが描かれる。
胎盤を持つことで哺乳類が絶滅を免れた理由として、胎内で温められることにより胎児が「衝突の冬」の気温低下を免れたことが挙げられ、鳥類が生き延びたのも同様に抱卵により保温されていたことが挙げられている。また、胎盤を獲得した哺乳類が身重となって生存競争で不利になったことも指摘されている。
後編 運命の逆転劇
初放送日 - 2010年7月19日
新生代の初期に捕食動物として台頭した生物には地上性鳥類以外にワニがいた。ワニは中生代の時点で恐竜や翼竜の進出しなかった水辺を中心に勢力を確立しており、新生代でもその地位は揺るがなかった。しかし、ワニは水辺に適応しきっていたため、陸上に回帰することは困難であった。特殊化していなかった哺乳類には多様な進化をする可能性を残しており、時代が下るにつれて適応放散を遂げていった。哺乳類は巨大化し、また肉食哺乳類が登場した。肉食哺乳類は鳥が失った齒と爪を持っており、肉食鳥を退けて繁栄していく。こうして哺乳類は生態系の頂点に躍り出ることになった。
その後哺乳類は既に中生代時点で分かれていた有胎盤類と有袋類の間で対立が起こる。しかし有胎盤類は有袋類を退け繁栄していった。その理由の一つに脳の大きさが上げられた。脳の大きさの違いには、有袋類の妊娠期間が短く、早い段階で母乳を吸うために母親の乳首を吸う必要があり、筋肉の形成によって脳の発達が制限されること、孤立された大陸で育ったために脳を大きくする進化が促されなかったことが原因と説明される。後に有胎盤類からはヒトが出現した。人の祖先は有胎盤類の中でも大きな脳を獲得し、人に繋がった。

## 出演者

### 研究者
- 羅哲西 - カーネギー自然史博物館[4]
- クリストファー・ベアード - カーネギー自然史博物館[4]
- ローレンス・ウィットマー（英語版） - オハイオ大学[4]

### 声の出演
- 小室正幸 - 研究者の吹替[1]
- 園部啓一 - 研究者の吹替[1]
- 土田大 - 研究者の吹替[1]
- 幸田夏穂 - 研究者の吹替[1]
- 中條誠子 - 語り手[1]

## 紹介された古生物
特に注釈のない限り、NHKアーカイブスの紹介に基づく。

### 前編
| 恐竜 - コエロフィシス - カルノタウルス - エドモントニア - サルタサウルス - ティラノサウルス - トリケラトプス - オヴィラプトル - プロトケラトプス - キチパチ | 哺乳類 - アデロバシレウス - キモレステス（目） - エオマイア - プロパレオテリウム |

### 後編
| 哺乳類 - プロパレオテリウム - レプティクティディウム - エウロポレムール - エンテロドン - エンボロテリウム - ヒアエノドン - パラケラテリウム - ドエディクルス - プロマクラウケニア - ティラコスミルス - スミロドン | 哺乳類以外 - ディプロキノドン - サルトポスクス - デイノスクス - ティラノサウルス - クリトサウルス - ガストルニス（科） |

## 主なロケ地
NHKアーカイブスの紹介に基づく。
- カルオルコ（ボリビア、アンデス山脈中）
- カーネギー自然史博物館（アメリカ合衆国）
- メッセル採掘場（ドイツ）
- 国立自然史博物館（フランス）

## 展開

### 放送・配信
2010年7月18日・19日に連続放送された後、7月31日と8月1日、8月24日・25日に再放送された。7月30日には『歌うコンシェルジュ』内で編集されたものが特集された。『歌うコンシェルジュ』には小林快次が出演した。
本編は放送終了後に前編後編共にNHKオンデマンド上で配信されているほか、サルタサウルスとエドモントニアを襲うカルノタウルスや、クリトサウルスを襲うティラノサウルスとデイノスクスなどのクリップ映像が、2019年3月2日より公開されている。

### 書籍化
全7章とプロローグからなる書籍版が2010年7月にダイヤモンド社から出版されている。書籍版の内容は恐竜が巨大化し哺乳類が夜行性になってからヒトが現在の世界を作るまでが掲載され、番組の内容を網羅している。『地球大進化〜46億年・人類への旅』や『恐竜vsほ乳類』の書籍版製作に携わったNHK大型企画開発センターのチーフ・プロデューサー高間大介と、後者の書籍版製作に携わったNHKエンタープライズ自然・科学番組ディレクター植田和貴の2名を中心とした、NHK「ポスト恐竜」プロジェクトが製作した。
- 『恐竜絶滅 ほ乳類の戦い』[18]

ダイヤモンド社、2010年7月、ISBN 978-4-478-01386-1
編著：NHK「ポスト恐竜」プロジェクト

## 正確性
2010年の製作であるため、その後の研究の進展に伴って2020年現在の理解とは異なる説明もなされている。後編に登場したインドリコテリウムは1989年にパラケラテリウムと同属であるとする説が提唱され、2020年現在では最古の学名であるパラケラテリウムとして統一されている。また、2004年の『地球大進化〜46億年・人類への旅』第5集と同様に動物食性の巨大陸棲鳥類として扱われていたガストルニスは、放送後の研究に基づいて植物食性であるとする見解が主流となっている。
また、全てのワニの仲間が中生代以降水棲適応していたという説明は厳密には正しくない。2017年には中期ジュラ紀のマダガスカルにラザナンドロンゴベと呼ばれる全長7メートル程度の陸棲ワニが生息していたことが明らかにされている。ラザナンドロンゴベをはじめとするセベコスクス類に属するワニ形上目の爬虫類は20世紀時点で特に南アメリカ大陸を中心に化石が産出しており、この分類群がK-Pg境界を跨いだ後期白亜紀から新第三紀中新世にかけて生息していたことが示されているため、ワニがK-Pg境界を生き残った理由を水棲適応に求める番組の主張に対する否定材料になっている。